# Траверса, Марио
Марио Траверса (итал. Mario Traversa; 1912 — 1997) — итальянско-немецкий скрипач и дирижёр.
Учился в Болонском музыкальном лицее у Федерико Бареры. В 1932 году разделил третью премию Международного конкурса скрипачей в Вене. На протяжении 1930-х гг. концертировал в Италии как солист и как примариус струнного квартета Болонского культурного кружка (итал. Quartetto del Circolo di Cultura di Bologna); в 1937 году в составе квартета исполнил премьеру струнного квартета Франко Марголы.
С 1938 года жил и работал в Германии, первоначально как солист эстрадного оркестра Шёнеров, основанного братьями Вальтером и Эберхардом Шёнерами и выступавшего в кафе «Вена» на Курфюрстендамм в Берлине. В годы Второй мировой войны руководил эстрадным оркестром в Данциге, в послевоенные годы — радиооркестром в Гамбурге. В 1949 году возглавил курортный оркестр в Бад-Пирмонте и до 1988 года руководил им.